# Laurence Jenkell
 (mai 2021).
 (juin 2018).
Laurence Jenkell est une sculptrice et peintre d'art contemporain française, née le 31 décembre 1965 à Bourges (Cher).

## Biographie
Artiste française autodidacte, Laurence Jenk vit et travaille dans les Alpes-Maritimes. En 2020, elle ouvre un show-room à Monaco.  
Elle commence tôt à fréquenter le grand monde. À Cannes, ville d'événements et de congrès mondiaux, elle est stagiaire en relations publiques au Carlton.
Elle crée des sculptures depuis les années 1990 et travaille d'abord le plexiglas avant de s'intéresser à d'autres matériaux. Surtout connue pour ses sculptures Bonbon, notamment à la suite de l'exposition « Candy Nations », créées pour le Sommet du G20 de 2011 à Cannes,, Laurence Jenkell a depuis élargi sa production sur l'idée de torsion et de twist avec les séries ADN et Wrapping Twist. Elle continue à travailler le plexiglas avec les séries des Buildart et des Robots mais crée aussi avec d'autres matières, notamment l'aluminium, le marbre,le bronze et le verre de Murano.
L'artiste est très engagée auprès d'associations telles que le Téléthon, Octobre Rose, Solidarité avec les Soignants parmi d'autres.  En 2020, elle participe à une vente caritative avec Octobre rose,.
Ses œuvres sont présentes dans plus de 25 pays dans de nombreuses galeries et d’importantes collections privées, publiques et institutionnelles.

### Décoration
- 2019 : chevalier de l'ordre des Arts et des Lettres[14]